# 목캔디
목캔디는 롯데웰푸드에서 1988년부터 생산하는 사탕이다. 독특한 향이 특징이다.

## 특징
다음은 롯데제과에서 주장하는 특징이다.
- 모과추출물과 허브추출물을 함유하고 있다.
- 텁텁한 목안을 상쾌하게 하는데 도움을 준다.
- 1회 제공량 2개(7.6g) / 총 약 22회 제공량(181g)

## 종류
1988년 이후 3가지 형태로 6종이 출시되었다
- 목캔디 오리지널
- 목캔디 아이스민트
- 목캔디 자몽
- 목캔디 믹스베리
- 목캔디 생강벌꿀
- 목캔디 블루베리
- 목캔디 레몬민트